# Слав Христов Караславов
Вижте пояснителната страница за други личности с името Слав Караславов.
Слав Христов Караславов е български поет и белетрист, народен деятел на изкуството и културата.

## Биография
Роден е в село Дебър, днес квартал на Първомай на 27 март 1932 г. Член на РМС от 1946 г., а на БКП от 1962 г. През 1951 г. завършва гимназия. Първата му публикация е от 1954 г. във в. „Народна младеж“. В периода 1959 – 1964 г. работи като редактор последователно там, в сп. „Септемврийче“ и Радио София. От 1964 г. завежда отдел „Поезия“ в издателство „Народна младеж“ и издателство „Български писател“. Караславов е главен секретар на Съюза на българските писатели в периода 1972 – 1979 г., а от 1974 г. е заслужил деятел на културата. От 1981 г. е директор на Издателството на Отечествения фронт. Освен това е бил заместник-председател на Съюза на българските писатели. Член е на Президиума на НС на ОФ. От 1976 до 1981 г. е кандидат-член на ЦК на БКП, а от 1981 до 1990 г. и член на ЦК на БКП. Лауреат на Димитровска награда.
Слав Караславов е племенник на българския писател, белетрист и драматург Георги Караславов.

## Памет
На Слав Караславов е наречена улица в квартал „Витоша“ в София (Карта).